# Hector Deprez

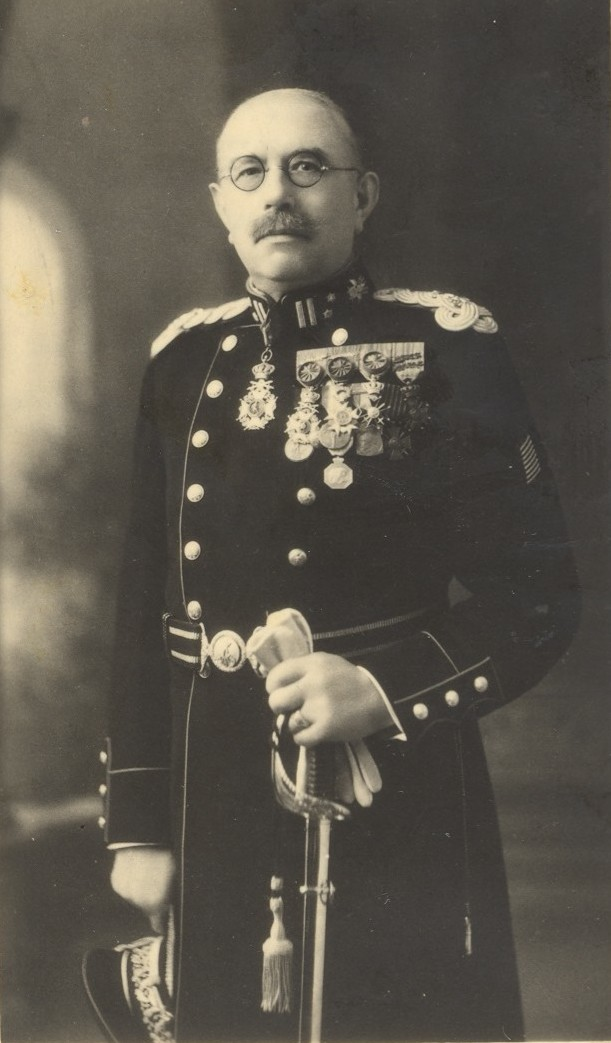
Generaal Deprez

Hector Deprez  (Ingooigem, 9 november 1873 – Gent, 15 oktober 1939) was een Belgische generaal.

## Afstamming
Vader Adolf was afkomstig van Deerlijk. Hij huwde met Leonie Vandeputte uit Harelbeke, waarna het echtpaar zich vestigde in café De halve maan te Ingooigem. Een aantal van hun zeven kinderen werd daar geboren, onder wie Hector.
Aan het café was ook een klein landbouwbedrijf verbonden. In 1879 besloot het gezin zich volledig op de landbouw toe te leggen en het verhuisde naar een kleine hoeve op de wijk Steenbrugge te Stasegem (Harelbeke).
Op 10-jarige leeftijd verloor Hector zijn vader. De vijf oudste kinderen van het gezin werden opgenomen door familieleden, de latere generaal kwam terecht bij zijn oom en tante Edouard Deprez-Viaene in de Marquettestraat te Deerlijk.

## Militaire carrière
- 1890: vrijwillig in dienst bij het 3de Linieregiment
- 1895: intrede in de militaire school te Brussel
- 1897: onderluitenant bij het 1ste Linieregiment
- 1904: luitenant
- 1906: stafbrevethouder
- 1911: vleugel-adjudant van generaal-majoor Georges Guiette[2]
- 1912: kapitein
- 1913: aangewezen voor de Staf van de 1ste Legerafdeling
- 1914: kapitein-commandant. Bij het uitbreken van de oorlog adjunct aan de Staf van de 1ste Legerafdeling
- 1916: majoor
- 1917: aangewezen voor het 6de Regiment Jagers te Voet en voor het 21ste Linieregiment
- 1918: aangewezen voor het Commando van het onderrichtscentrum voor Hulponderluitenanten van Infanterie
- 1921: luitenant-kolonel bij het 2de Linieregiment
- 1926: kolonel en overgang naar het Strijdwagensregiment
- 1929: commandant van het 2de Linieregiment
- 1931 (van maart tot juni): commandant (als generaal-majoor) van de provincie Oost-Vlaanderen
- 1931 (vanaf juni): commandant van de provincie West-Vlaanderen
- 1 januari 1934: op rust gesteld en opname in het reservekader tot op 31 december 1938
- 27 augustus 1938: ere-luitenant-generaal der Infanterie

## Vermeldingen en eretekens
Zijn doodsverachting en dapperheid op het slagveld tijdens de Eerste Wereldoorlog leverden Deprez de titels op van Grootofficier in de Kroonorde en Grootofficier in de Leopoldsorde.
Deprez behaalde acht frontstrepen en bekwam het Oorlogskruis 1914-1918 met 2 Palmen, de IJzer Medaille, het Vuurkruis, de Herinneringsmedaille van de Veldtocht 1914-1918, de Overwinningsmedaille, het Militair Kruis 1ste Klasse, het Franse Oorlogskruis 1914-1918 en de Herinneringsmedaille van het Eeuwfeest.

## Privé
In 1900 trouwde Deprez in Gent met Alida Vuylsteke. Het echtpaar kreeg drie kinderen. Zoon Marc ging net als zijn vader in het leger en werd uiteindelijk ere-kolonel. De echtgenoten van dochters Jeanne en Agnès waren ook militairen die eveneens hun carrière afsloten als ere-kolonel.
Deprez ging regelmatig met vrienden jagen in de Gavers.

## Heden
Hector Deprez ligt begraven te Deerlijk op de begraafplaats Centrum: Blok A, middelste rij, perceel 240-241. In 1933 was hij er ereburger geworden. Zowel in Deerlijk als in Stasegem is er een Generaal Deprezstraat.